# Louis François Perrin de Précy
Pour les articles homonymes, voir Perrin.
Louis François Perrin, né le 14 janvier 1742 à Anzy-le-Duc et mort le 25 août 1820 à Marcigny,, comte de Précy, est un général français.
Lieutenant-colonel de la Garde constitutionnelle du Roi, il organisa la défense acharnée de Lyon pendant le siège de Lyon du 10 août au 8 octobre 1793 contre l'armée de la Convention. Il fut nommé commandeur de l'Ordre de Saint-Louis.

## Origines familiales et formation
La famille Précy, originaire du Dauphiné, émigre en Bourgogne au XVIe siècle suivant les aléas des guerres de religion.
François Perrin, le père de Louis François Perrin est écuyer, receveur, à Semur-en-Brionnais, des deniers royaux du Brionnais. Il meurt en 1748. Sa mère, Marguerite Marque de Farges, devient la tutrice des enfants. Ils emménagent à Semur-en-Brionnais. Elle meurt à son tour en 1754. Louis a 12 ans. Son oncle, de Farges, officier, accepte de le prendre dans la compagnie du régiment qu'il commande. Louis va ainsi à Valenciennes en 1755 où il apprend le métier de soldat, au sein du régiment de Picardie.

## Carrière militaire
Il est nommé  enseigne en 1756 puis lieutenant en 1758. Il a seize ans. Il participe aux campagnes d'Allemagne de 1756 à 1762. Sous-aide major en 1765, il est nommé capitaine en 1774. Il est en Corse en 1774, sous les ordres du Comte Narbonne-Fritzlar. Il est promu lieutenant-colonel en 1785, il commande, en 1788,  le régiment des chasseurs des Vosges. En 1791 le roi Louis XVI l'appelle en qualité de lieutenant-colonel de sa garde constitutionnelle à pied. Fonction éphémère puisque la garde est dissoute le 29 mai 1792. Précy se retire dans le Brionnais.

## Commandement des Lyonnais lors du siège de Lyon en 1793
À Paris, au printemps 1793, les jacobins éliminent les girondins. À Lyon, dans le même temps les modérés éliminent les jacobins. Le chef de ces derniers, Chalier, est guillotiné  le 16 juillet 1793. La convention déclare Lyon ville rebelle. Elle décide d'envoyer une armée commandée par le général Kellermann (remplacé à partir de septembre par le général François Amédée Doppet) pour réprimer la rébellion.
Les Lyonnais décident de résister.
Une délégation se rend à Semur-en-Brionnais pour demander au général de Précy de venir prendre le commandement des troupes lyonnaises. Ils le font car ils ont connu Précy en 1787-1789 lorsque son régiment était en garnison à Lyon. Le général accepte, en toute lucidité d'après le compte-rendu qu'en font les membres du groupe venus le solliciter et auxquels il répond : « Avez-vous bien réfléchi à toutes les conséquences d'une guerre contre la convention, ce pouvoir central qui peut disposer contre vous de tant de ressources ? Avez-vous songé aux sacrifices de toute nature qu'il vous faudra faire pour soutenir une lutte inégale ? Savez-vous bien ce qu'est une guerre civile ? »
Le général a dit lui-même les difficultés rencontrées : « une ville immense, sans fortifications, défendue par ses seuls habitants, manquant de tout ce qui est nécessaire à une place de guerre, a soutenu un siège de soixante-trois jours, attaqué par un ennemi implacable, dont le conducteur réunissait tous les pouvoirs et ne craignait pas d'user de tous les moyens les plus odieux et les plus destructeurs : l'incendie, le boulet rouge, le bombardement, la trahison, la calomnie, la perfidie ; soutenus par une armée de cinquante à soixante mille hommes dont les deux tiers étaient aguerris, armés, bien pourvus de vivres et de munitions de toute espèce, ayant un corps de génie et d'artillerie formidable, une nombreuse cavalerie, enfin tout ce qui assure le succès.»
La Convention ordonne le bombardement de Lyon. Le 29 septembre, le fort de Sainte-Foy tombe, puis ce sont ceux de Saint-Irénée et de Saint-Just. 
Le même jour Précy tente une sortie avec un escadron de cavalerie - le dernier restant -, et repousse l'armée de la Convention de l'autre côté du pont de la Mulatière. Mais malgré la résistance remarquablement acharnée de la ville, Lyon est prise et les autorités civiles lyonnaises capitulent le 9 octobre 1793. Ce matin-là Perrin s'échappe avec 1 000 fantassins et 200 cavaliers. Passant par Vaise, il s'enfuit jusqu'à Saint-Romain-de-Popey puis Sainte-Agathe-en-Donzy - presque tous ses hommes sont massacrés le long du chemin.
À Lyon, la répression qui suit, conduite par Couthon puis Collot d'Herbois et Joseph Fouché, est sévère. La ville perd son nom au profit de « commune affranchie » ; elle reprendra son nom en octobre 1794.
Le général Précy reste caché chez des paysans, dans le Beaujolais et le Forez jusqu'au 20 janvier 1795. Il part alors en Suisse puis à Turin.

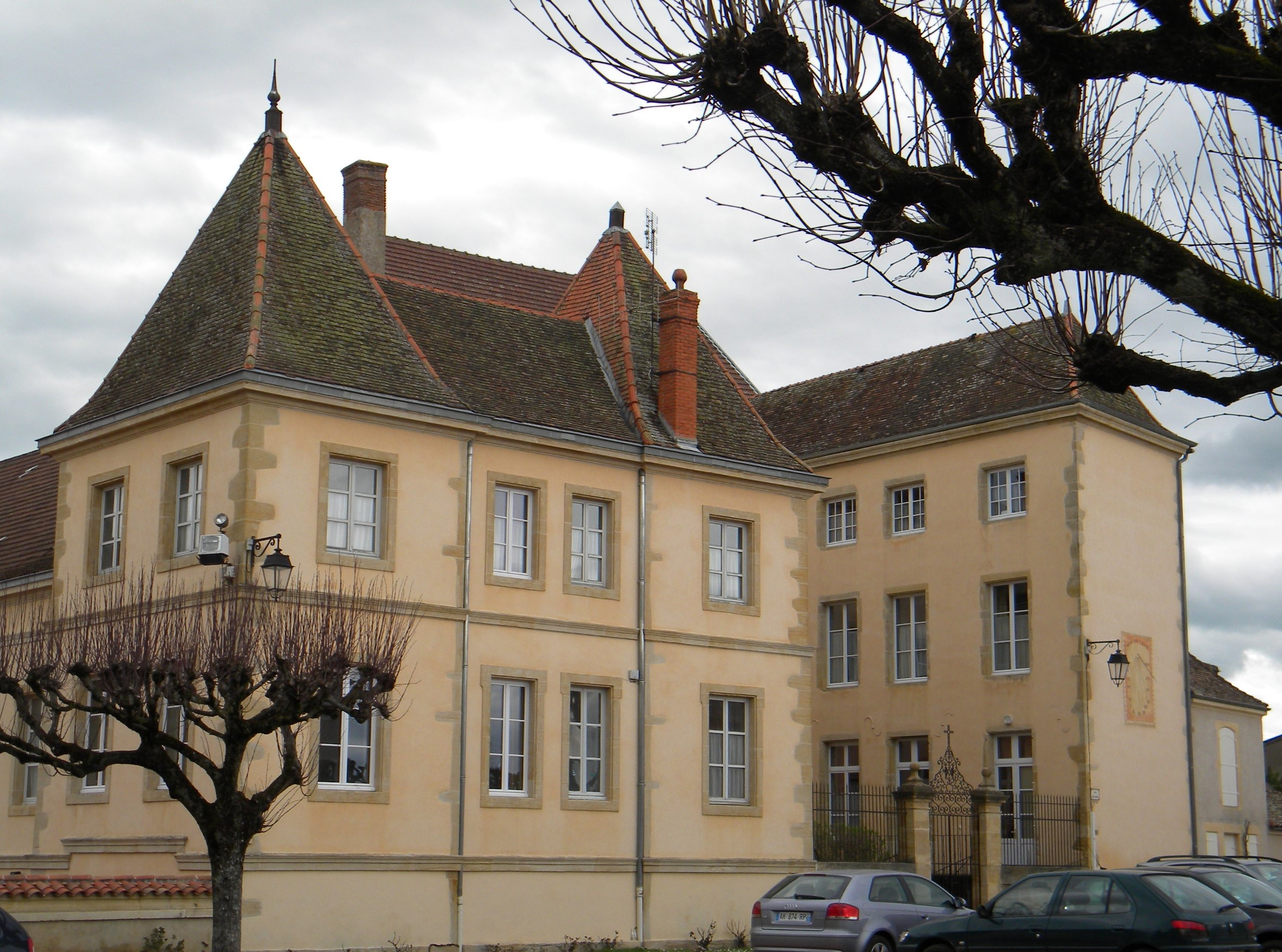
Hôtel de Précy à Semur-en-Brionnais

## Émigration

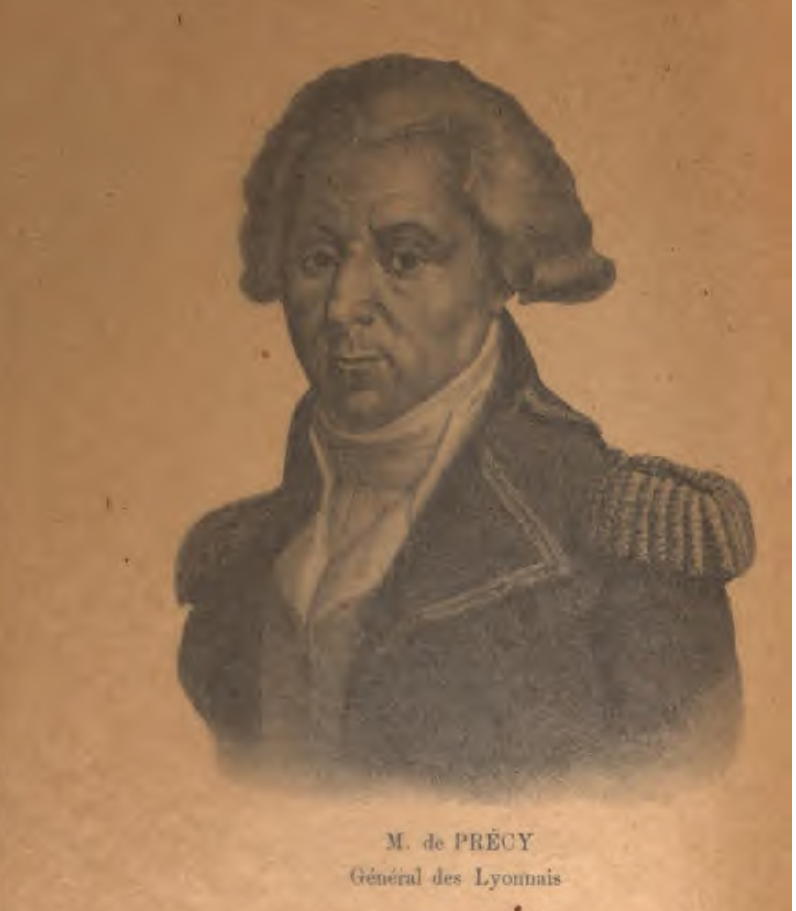
Portrait du Général de Précy

À Turin il rencontre le futur roi Louis XVIII ; ce dernier lui confère le brevet de « maréchal de camp ». Il le rejoint encore à Vérone. Après cette rencontre avec le roi  Précy revient en Suisse et, au cours des années suivantes fera partie des immigrés royalistes luttant contre la révolution et impliqués dans diverses actions tendant à favoriser le retour du roi Louis XVIII.
Il rencontre nombre de diplomates étrangers et voyages dans différents pays : Angleterre en 1796, Vienne, retour en Suisse. Il se marie le 25 mai 1797 à Surcée (Suisse) avec Jeanne-Marie Chavanne, veuve de M. Perrin de Noailly.  Il quitte la Suisse  à l'approche de l'armée du directoire (1797). Il va alors à Uberlingen, puis à Augsbourg, qu'il quitte après la défaite des Russes. Il est alors à Bayreuth, sous la protection du roi de Prusse. Mais à la demande du premier consul Bonaparte (en fait de Fouché) il est arrêté le 8 juillet 1801. Après la paix signée avec l'Angleterre en mars 1802, le premier consul veut pacifier ses relations avec les émigrés. Dans ce contexte le 11 août 1802  Précy est libéré de toute contrainte. Il passe les années suivantes dans différentes villes : Wolfenbütel (sous la protection du duc de Brunswick), Hambourg, Altona...

## La vieillesse, la mort, le monument des Brotteaux
Par décret impérial du 30 novembre 1811, Précy est autorisé à rentrer en France - à condition de résider à Dijon. Cette installation a lieu le 10 juin 1812. Le couple fait régulariser son mariage et la naissance de leur fille. Puis il lui est accordé de retrouver le Brionnais. La chute de l'empire et le retour de Louis XVIII conduisent le général à aller à Paris afin d'offrir ses services, bien qu'il soit âgé de 72 ans. 
Il reçoit le 13 août 1814 le brevet de lieutenant-général et il est nommé commandant de la garde nationale urbaine de la ville de Lyon. Précy prend ses fonctions et constate la faiblesse de la garde. Mais il n'a guère le temps de la remettre sur pied car Napoléon débarque à Cannes le 1er mars. Précy et les autorités lyonnaises ont l'intention de lui faire obstacle quand il arrivera à Lyon. Mais lorsque Napoléon est là il passe triomphalement le pont de la Guillotière, acclamé par les troupes de Lyon. Précy retourne à Paris. Napoléon a reconquis la France, il entre à Paris ; Précy est arrêté. Il est remis en liberté avec obligation d'aller, sous surveillance, à Marcigny.
Après l'abdication définitive de l'empereur Précy ne reçoit pas de nouveau commandement. Il reste à Marcigny où il meurt le 25 août 1820 et est enterré à Marcigny.
Un monument à la mémoire des victimes du siège de Lyon est érigé à Lyon, aux Brotteaux.  
Les administrateurs du monument adressent à la comtesse de Précy une demande de translation des cendres du général de Marcigny à Lyon. Elle accepte. Le transfert a lieu fin septembre 1821. À Lyon, une cérémonie religieuse a lieu à la cathédrale Saint-Jean : « Le corps a été reçu à l'entrée de la cathédrale par Messieurs du Chapitre de Saint Jean.
Pendant cette journée du 27 et celle du lendemain toute la ville a été visiter cette chapelle funèbre… D'après les ordres de M. le Maire de Lyon, le portail de l'église avait été tendu de noir et décoré des armoiries du général Précy ; toutes les colonnes de la vaste nef de Saint-Jean étaient également tendues de draperie de deuil, et un catafalque, couvert d'un riche dais funèbre, était placé au milieu de la nef. Les autorités et les administrations civiles, militaires et judiciaires remplissaient le chœur. »